# Gotarrendura
Gotarrendura é um município da Espanha na província de Ávila, comunidade autónoma de Castela e Leão, de área  km² com população de 173 habitantes (2011) e densidade populacional de 16,27 hab/km².
É a terra natal de Teresa de Ávila.

## Demografia
| Variação demográfica do município entre 1991 e 2004 | Variação demográfica do município entre 1991 e 2004 | Variação demográfica do município entre 1991 e 2004 | Variação demográfica do município entre 1991 e 2004 |
| --------------------------------------------------- | --------------------------------------------------- | --------------------------------------------------- | --------------------------------------------------- |
| 1991                                                | 1996                                                | 2001                                                | 2004                                                |
| 208                                                 | 190                                                 | 171                                                 | 180                                                 |